# الدوري الأمريكي لكرة السلة للمحترفين 1951–52
الدوري الأمريكي لكرة السلة للمحترفين 1951–52 (بالإنجليزية: 1951–52 NBA season)‏ هو موسم من الرابطة الوطنية لكرة السلة. أقيم خلال الفترة 1 نوفمبر 1951 وحتى 25 أبريل 1952، وأشرف على تنظيمه الرابطة الوطنية لكرة السلة، وفاز فيه لوس أنجلوس ليكرز.